# Árpád Göncz
Árpád Göncz (Budapest, 10 de febrer de 1922 - ibídem, 6 d'octubre de 2015) va ser un escriptor, traductor i polític hongarès de tendència liberal i president d'aquest país des del 2 de maig de 1990 fins al 4 d'agost de 2000. Graduat en lleis a la Universitat de Budapest el 1944, va publicar nombroses novel·les, assajos i obres teatrals, i va exercir com a traductor de prosa anglesa a l'hongarès.
Va estar casat amb Mária Zsuzsanna Göntér i tenia quatre fills. Kinga Göncz, que va exercir com a Primera Ministra d'Hongria, és filla seva.